# Carl Peter von Tresckow
Carl Peter von Tresckow (* 25. November 1742 in Moskau; † 18. Februar 1811 in Zinten) war ein preußischer Generalmajor und Chef des Infanterieregiments Nr. 17.

## Leben

### Herkunft
Seine Eltern waren der Generalleutnant Joachim Christian von Tresckow (1698–1762) und dessen Ehefrau Sophie Catharine Helene von Falkenberg (1716–1761).

### Militärkarriere
Im Jahr 1756 wurde Treschow Gefreitenkorporal im Infanterieregiment Nr. 32 und nahm während des Siebenjährigen Krieges an den Schlachten von Prag und Kay teil. Ferner kämpfte er in den Gefechten von Wahlstatt, Domstadtl, Adelsbach, Leutmannsdorf sowie bei den Belagerungen von Neisse und Schweidnitz. In der Zeit wurde er am 3. November 1757 Fähnrich und am 20. März 1758 Sekondeleutnant im Infanterieregiment „von Loen“ Nr.S56. Nach dem Krieg wurden die Reste des Regiments in das Infanterieregiment Nr. 32 überführt. Dort wurde Tresckow am 20. Dezember 1763 Premierleutnant. Am 28. Februar 1770 Stabskapitän und am 3. Oktober 1770 Kapitän und Kompaniechef. Als solcher nahm er dann 1778/79 am Bayerischen Erbfolgekrieg teil. Am 5. November 1786 wurde er Major mit Patent vom 25. November 1786.
Am 1. Februar 1792 wurde er Kommandeur des I. Bataillons und am 10. Januar 1794 Oberstleutnant. Er nahm dann am Krieg in Polen teil. Am 20. Januar 1795 wurde er Kommandeur des II. Bataillons. Am 2. Januar 1796 wurde er Oberst und am 26. September 1800 Kommandeur des Infanterieregiments Nr. 31. Am 20. Mai 1800 erfolgte die Beförderung zum Generalmajor mit Patent vom 7. Juni 1801. Am 20. März 1802 wurde er Chef des Infanterieregiments Nr. 17. Bei einer Revue am 2. Juni 1804 erhielt er den Orden Pour le Mérite.
Während des Vierten Koalitionskriegs gehörte er zum Korps des Herzog von Württemberg. Im Gefecht bei Halle am 17. Oktober 1806 geriet er in Gefangenschaft und wurde nach Nancy gebracht. Er kam erst im Jahr 1808 aus der Gefangenschaft zurück und wurde auf Halbsold gesetzt. Er starb am 18. Februar 1811 in Zinten in Ostpreußen.

## Familie
Er war zweimal verheiratet. Seine erste Frau war Charlotte von Sydow. Er heiratete dann am 31. Mai 1772 in Neisse Sophie Christiane von Diericke (* 1756; † 29. Dezember 1806), die Tochter des General Christian Friedrich von Diericke.